# Duostominidae
Duostominidae es una familia de foraminíferos bentónicos de la superfamilia Duostominoidea, del suborden Robertinina y del orden Robertinida. Su rango cronoestratigráfico abarca desde el Anisiense (Triásico medio) hasta el Rhaetiense (Triásico superior).

## Clasificación
Duostominidae incluye a las siguientes géneros:
- Diplotremina †
- Duostomina †
- Variostoma †

Otros géneros considerados en Duostominidae son:
- Diplotremia †
- Singhamina †
- Tandonina †